# Armando Hernández
Armando Hernández (Gustavo A. Madero, Ciudad de México; 27 de septiembre de 1982) es un actor mexicano. Se le conoce por interpretar al personaje de Genaro en la película Amar te duele, así también como por haber personificado a Julio César Chávez en su serie biográfica.

## Carrera
Desde joven se interesa en la actuación y mientras se presentaba en teatro, Alejandro Reza, encargado de seleccionar el reparto de la cinta De la calle (2001) lo invita a formar parte de esta.  Al año siguiente participa en la popular cinta Amarte duele (2002) por la que gana una diosa de plata, poco después incursiona en televisión con la telenovela juvenil Clase 406 (2003).
Cuatro años después de su debut en cine consigue su primer estelar, con el papel de “El cucú” en Fuera del cielo (2006), acompañado de Demian Bichir y Elizabeth Cervantes, por esta cinta es nominado al premio Ariel en la categoría de mejor actor, su siguiente proyecto lo protagoniza al lado de Jorge Adrián Espíndola, Sangre de mi sangre (2007) que gana el premio del jurado en el festival de Sundance y le da el premio al mejor actor en el festival de cine de Turquía, compartido con su compañero de reparto Jesus Ochoa.
Después del éxito obtenido con Fuera del cielo y Sangre de mi sangre, Armando protagonizó el thriller psicológico Cañitas (2007), cinta de terror basada en un supuesto hecho real y se reúne nuevamente con Maya Zapata y Luis Fernando Peña, compañeros de su primera cinta (De la calle) en el videohome La sorpresa (2008), además trabaja en Rudo y Cursi (2008), Te presento a Laura (2010) y Colosio: El asesinato (2012); entre otras. En diciembre de 2011 comienza la filmación de la cinta El deseo, la cual contara con la participación de Jorge Adrián Espíndola y Jessica Segura y que marca su debut como director.
En televisión ha tenido participación en diversos proyectos, entre los que destacan las series  Capadocia (2008), Mujeres asesinas (2008), El pantera (2009) y El encanto del águila. Mención aparte merece su participación en Los héroes del norte (2010/2012), serie que le da una notoria popularidad con su personaje de “El faquir”, manteniéndolo vigente a la fecha. Actualmente participa en el programa de comedia "Me caigo de risa".

## Filmografía

### Televisión
- Pecados inconfesables (2025) - El Magic[6]
- Entre paredes (2025) - Jaime[7]
- Pancho Villa: El Centauro del Norte (2023) - Tomás Urbina[8]
- Senda prohibida (2023) - Ceferino[9]
- El colapso (2023) - Lucio[10]
- Contra las cuerdas (2023) - Camaleón Dorado[11]
- Tal para cual (2022) - Brayan
- El repatriado (2022) - Trejo[12]
- Asesino del olvido (2021) - Antonio Zampayo[13]
- Manual para Galanes (2020 -  2021) - Yair Palamores[14][15]
- Se rentan cuartos (2019 - 2022) - José Ignacio Pepenacho
- Señora Acero (2018) - Yerbatero
- Enemigo íntimo (2018) - Héctor Fernández 'Colmillo'
- El César (2017) - Julio César Chávez
- 40 y 20[16] (2016 - Actualidad) - Brayan Daniel
- Entre correr y vivir (2016)
- Retofamosos (2016)
- Me caigo de risa (2015 - Actualidad)
- Sr Avila (2014)
- Los héroes del norte  (2010 - 2012)
- El encanto del águila  (2011)
- Alma de hierro (2009)
- El Pantera  (2009)
- Mujeres asesinas (2008)
- Capadocia (2008)
- Lola, érase una vez  - El Canguro (2007)
- Vecinos (2005) - Caguamo
- Rebelde (2004 -  2005)
- Clase 406 (2003)

## Cine
- ¡Basta! (2024)
- Un dia en Culiacán (2024) - Vicente
- Papá o mamá (2023) - Jair
- El sabor de la navidad (2023) - Santi[17]
- Welcome al norte[18] (2023)
- The jesuit (El jesuita) (2022)
- El valet (2022) - Rudy
- Presencias (2021)
- La boda de la abuela (2019) - Rafael
- La Paloma y el Lobo (2019) - Lobo
- Loco fin de semana (2019)
- El día de la unión (2018) - Javier
- La ira o el Seol (2018) - Pedro González
- Correr o vivir (2016) - Diesel
- 24° 51′ Latitud Norte (2015) - Ernie
- Ulises y los 10,000 bigotes (2014)
- Las oscuras primaveras (2014) - Vendedor
- Heriberto y Demetrio (2014)
- Tlatelolco: Verano del ´68 (2013) - Paco
- Ladies Nice (2013)
- Colosio: El asesinato (2012) - Agustín
- Te presento a Laura (2010) - Memo Aguado
- Año bisiesto (2010)
- Amaneceres oxidados (2010) - Alejandro
- Los Hijos de La Bulldog (2010) -
- Un brillante propósito  (2009)
- Buenas intenciones (2009)
- Malandro (2009) - Chucho
- Rudo y Cursi (2008) - Ciempiés
- La sorpresa (2008) (Videohome)
- Cañitas (2007) - Carlos
- Padre Nuestro/Sangre de mi sangre (2007) - Juan
- El búfalo de la noche (2007) - Beto
- Fast Food Nation (2006) - Roberto
- Contracorriente (Mujer Alabastrina) (2006)
- Una película de huevos (Voz)
- Fuera del cielo (2006) - Cucú
- Sexo, amor y otras perversiones (2006)
- Ladies' Night (2003)
- Amarte duele (2002) - Genaro
- De la calle (2001) - Cero

### Programas
- ¿Quién es la máscara? (2024) - Freddie Verdury - Ganador[19]
- Me Caigo De Risa (2020)

### Teatro
- The Curse of the Spicy Lips (2014)
- Alas cortas (2013)
- Gallos salvajes (2012)

## Premios y reconocimientos

### Premios Ariel
| Año  | Categoría             | Película            | Resultado |
| ---- | --------------------- | ------------------- | --------- |
| 2020 | Actor                 | La paloma y el lobo | Nominado  |
| 2003 | Coactuación masculina | Amar te duele       | Nominado  |
| 2007 | Actor                 | Fuera del cielo     | Nominado  |

### Diosa de Plata PECIME
| Año  | Categoría             | Película      | Resultado |
| ---- | --------------------- | ------------- | --------- |
| 2003 | Coactuación masculina | Amar te duele | Ganador   |